# Tōhō-Arbeitskampf

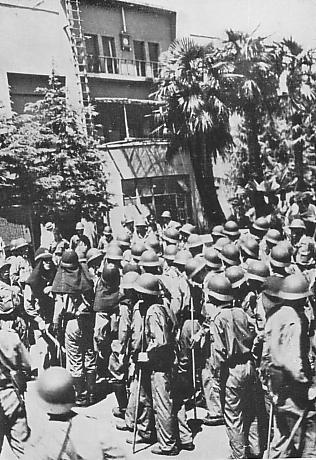
Tōhō-Arbeitskampf

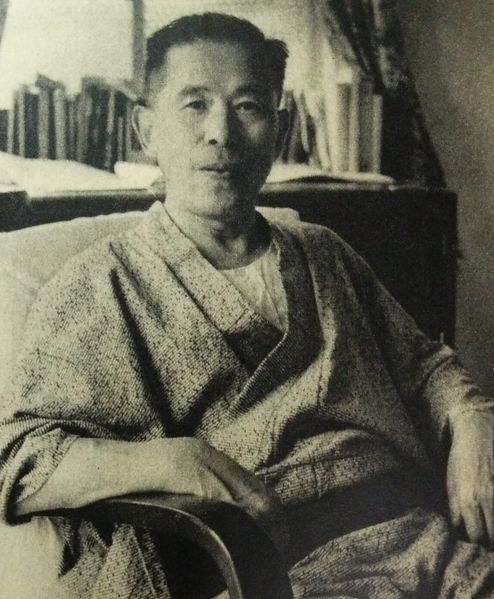
Kitaoka Juitsu

Der Tōhō-Arbeitskampf (japanisch 東宝争議 Tōhō sōgi) umfasst drei Arbeitsauseinandersetzungen, die von 1946 bis 1948 bei Tōhō, einer großen japanischen Filmproduktionsfirma, stattfanden, und von denen vor allem der letzte wegen seiner Länge in Erinnerung geblieben ist.

## Übersicht
Spricht man vom  Tōhō-Arbeitskampf, so denkt man vor allem an die Proteste gegen Massenentlassungen von Mitgliedern der Kommunistischen Partei von Tōhō, die 1948 stattfanden. Aber bereits vorher, von Februar bis April 1946, kam es zu Kämpfen in Bezug auf die Produktionskontrolle in Studios und Theatern, wobei der Gewerkschaft der Abschluss eines ausgeglichenen Tarifvertrags gelang. Dieser Vertrag spielte eine wesentliche Rolle bei der Vorbereitung der Gewerkschaft „Japan Film and Theatre Labour Union“ (全日本産業別労働組合会議, Zen'nihon sangyō betsu rōdō kumiai kaigi), auch kurz „Nichieien“ (産別会議) für „Arbeitssparten-Diskussion“. Er spielte eine zentrale Rolle bei der Gründung der „Japan Film and Theatre Labour Union“ (日本映画演劇労働組合, Nihon eiga engeki rōdō kumiai) kurz „Nichieien“ (日映演). Man nahm am Vorbereitungstreffen teil und organisierte die „Nichieien Tōhō-Zweigstelle“. Im September und Oktober desselben Jahres führte die Zweigstelle mehr als 50 Tage lang einen Produktionskontrollkampf und forderte eine bessere Behandlung, aber die Gewerkschaft spaltete sich und eine zweite und dritte Gewerkschaft wurden gegründet.
1948 organisierte das Unternehmen sein Managementteam neu, das nun vorgab, die „zwei Roten“ nämlich die Defizite und die „Rote Fahne“, nämlich die Anhänger des Organs der Kommunistischen Partei Japans „Akahata“ (赤旗) zu beseitigen. Am 16. April wurden 914 Personen, darunter 270 vom Direktor des „Kinuta Studios“ (砧撮影所, Kinuta satsuei-jo), Kitaoka Juitsu (北岡 寿逸; 1894–1989), entlassen, 84 Vertragsmitarbeitern wurde gekündigt. Am 1. Juni wurde das Studio ganz geschlossen. Eine Protestgruppe besetzte das Studio mit Unterstützung der öffentlichen Meinung und der Unterstützung befreundeter Gruppen, aber am 19. August wurden von der Regierung 1800 bewaffnete Polizisten und von der amerikanischen Besatzungsmacht Panzer und Flugzeuge entsandt, die die Besetzer zwangen, das Studio zu verlassen. Der Arbeitskampf ging aber weiter.
Schließlich waren beide Seiten von dem langwierigen Streit erschöpft. Am 19. Oktober, als die Gewerkschaftsführer freiwillig zurücktraten, bot das Unternehmen die Wiedereinstellung von etwa zwei Dritteln der entlassenen Arbeitnehmer unter bestimmten Bedingungen an, so dass der 195-tägige Streit beigelegt werden konnte.